# Liste de ponts aux États-Unis
Cet article a pour vocation de présenter une liste de ponts remarquables aux États-Unis, soit par leurs caractéristiques dimensionnelles, soit par leur intérêt architectural ou historique.

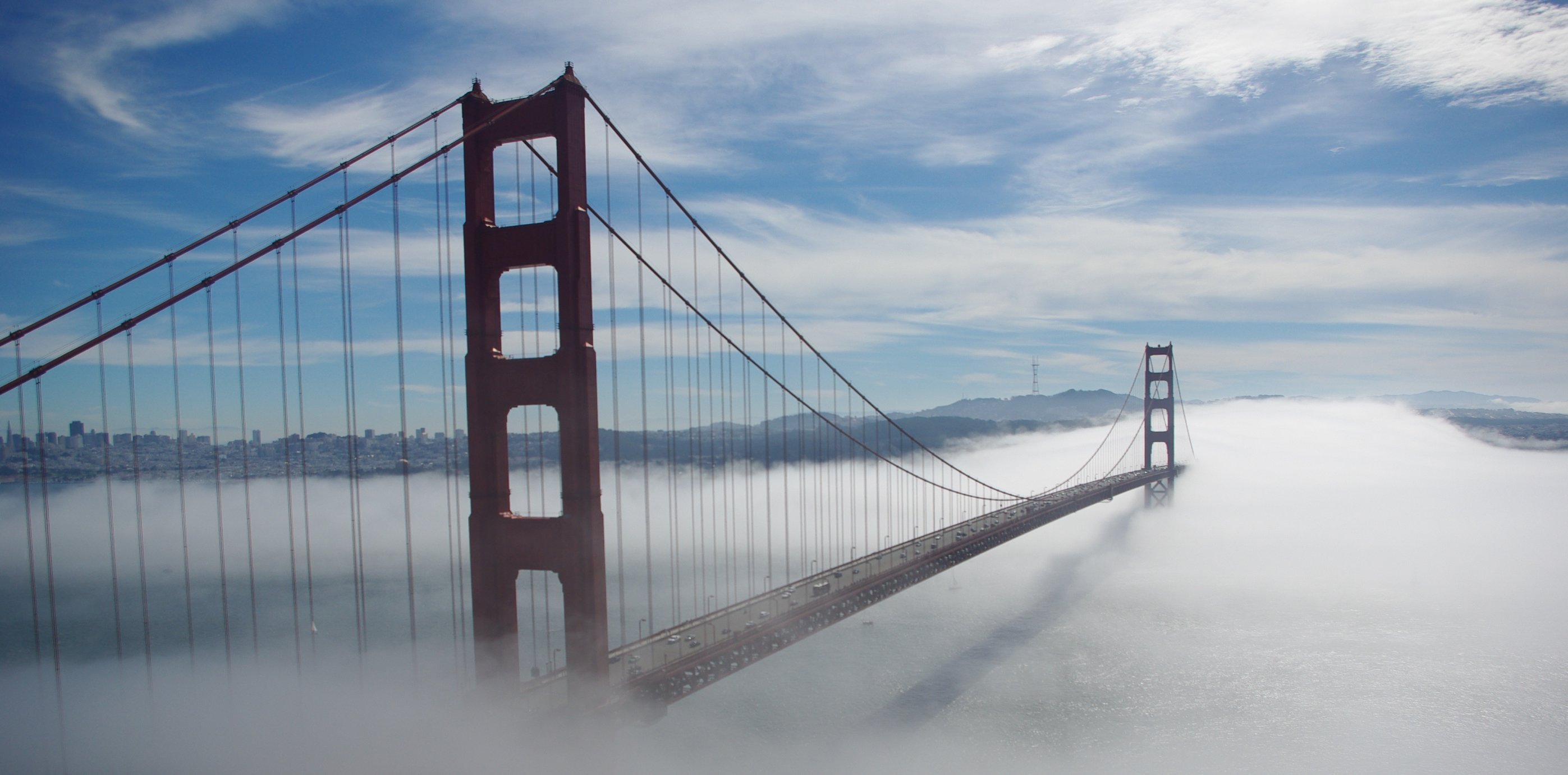
Le pont du Golden Gate à San Francisco.

Elle est présentée sous forme de tableaux récapitulant les caractéristiques des différents ouvrages proposés, et peut-être triée selon les diverses entrées pour voir ainsi un type de pont particulier ou les ouvrages les plus récents par exemple. La seconde colonne donne la classification de l'ouvrage parmi ceux présentés, les colonnes Portée et Long. (longueur) sont exprimées en mètres et enfin Date indique la date de mise en service du pont.

## Ponts présentant un intérêt historique ou architectural
|                                                               |    | Nom                                             | Distinction | Long. | Type                                                                                | Voie portée Voie franchie                                                           | Date      | Localisation                                                         | État                  | Réf.    |
| ------------------------------------------------------------- | -- | ----------------------------------------------- | --- | ----- | ----------------------------------------------------------------------------------- | ----------------------------------------------------------------------------------- | --------- | -------------------------------------------------------------------- | --------------------- | ------- |
| Pont de Frankford Avenue                                      | 1  | Pont de Frankford Avenue                        | Plus ancien pont en service des États-Unis Registre national des lieux historiques (1988) Historic Civil Engineering Landmarks (1970)         | 22    | Maçonnerie 3 arches plein cintre 2 voies                                            | Frankford Avenue Pennypack Creek                                                    | 1697      | Philadelphie 40° 02′ 37″ N, 75° 01′ 14″ O                            | Pennsylvanie          |         |
|                                                               | 2  | Pont de Jacobs Creek détruit en 1833            | Premier pont suspendu moderne Conçu par James Finley                                                                                          | 21    | Suspendu À chaînes, fer forgé                                                       | Jacobs Creek                                                                        | 1801      | Mount Pleasant 40° 06′ 45,1″ N, 79° 33′ 11,1″ O                      | Pennsylvanie          |         |
| King's Bridge                                                 | 3  | King's Bridge                                   | Registre national des lieux historiques (1980)                                                                                                | 39    | Pont couvert en bois Treillis king post                                             | Pont piétonnier Laurel Hill Creek                                                   | 1806      | Middlecreek Township 39° 56′ 15,5″ N, 79° 16′ 16,5″ O                | Pennsylvanie          |         |
| Chain Bridge at Falls of Schuylkill                           | 4  | Pont à chaînes de la Schuylkill détruit en 1816 | Conçu par James Finley | 93    | Suspendu À chaînes, fer forgé                                                       | Schuylkill                                                                          | 1808      | Philadelphie 40° 00′ 23″ N, 75° 11′ 33,7″ O                          | Pennsylvanie          |         |
| Casselman Bridge                                              | 5  | Pont Casselman                                  | Registre national des lieux historiques (1966) Historic Civil Engineering Landmarks (1964)                                                    | 108   | Maçonnerie 1 arche 2 voies                                                          | Casselman Road Casselman                                                            | 1813      | Grantsville 39° 41′ 48,3″ N, 79° 08′ 37,2″ O                         | Maryland              |         |
| Bath Covered Bridge                                           | 6  | Pont couvert de Bath                            | Registre national des lieux historiques (1976)                                                                                                | 114   | Pont couvert en bois Treillis Burr 2 voies                                          | W Bath Road Ammonoosuc                                                              | 1832      | Bath 44° 10′ 00,6″ N, 71° 58′ 01,6″ O                                | New Hampshire         |         |
| Smith Bridge                                                  | 7  | Pont Smith                                      | |       | Pont couvert en bois 2 voies                                                        | Smiths Bridge Road Brandywine Creek                                                 | 1839 2003 | Wilmington 39° 50′ 15,9″ N, 75° 34′ 44,7″ O                          | Delaware              | [ 1 ]   |
| Roebling's Delaware Aqueduct                                  | 8  | Aqueduc de Roebling                             | Conçu par John Roebling | 163   | Suspendu Câbles fer forgé, tablier bois, piles maçonnerie 1 voie                    | (ancien aqueduc) Delaware                                                           | 1849      | Lackawaxen Township - Minisink Ford 41° 28′ 57,5″ N, 74° 59′ 04,1″ O | Pennsylvanie New York |         |
| Buskirk Bridge                                                | 9  | Pont Buskirk                                    | Registre national des lieux historiques (1978)                                                                                                |       | Pont couvert en bois Treillis Howe 2 voies                                          | Buskirk-West Hoosick Road Hoosick                                                   | 1850      | Hoosic 42° 57′ 29,7″ N, 73° 25′ 59,4″ O                              | New York              |         |
| Twin Bridges-West Paden Covered Bridge No. 121                | 10 | Ponts jumeaux n°121 de West Paden               | Registre national des lieux historiques (1979)                                                                                                |       | Pont couvert en bois Treillis Burr                                                  | Pont piétonnier Huntington Creek                                                    | 1850      | Fishing Creek Township 41° 06′ 24,6″ N, 76° 21′ 23,7″ O              | Pennsylvanie          |         |
| Old Blenheim Bridge                                           | 11 | Vieux pont de Blenheim détruit en 2011          | Portée : 64 mètres Registre national des lieux historiques (1966) National Historic Landmark (1964)                                           | 70    | Pont couvert en bois                                                                | Pont piétonnier Schoharie Creek                                                     | 1855      | Blenheim 42° 28′ 18,3″ N, 74° 26′ 29,3″ O                            | New York              |         |
| Humpback Covered Bridge                                       | 12 | Pont couvert de Humpback                        | Plus vieux pont couvert de Virginie Registre national des lieux historiques (1969)                                                            | 30    | Pont couvert en bois                                                                | Pont piétonnier Dunlap Creek                                                        | 1857      | Covington 37° 48′ 02,1″ N, 80° 02′ 49,2″ O                           | Virginie              |         |
| Bridgeport Covered Bridge                                     | 13 | Pont couvert de Bridgeport                      | Pont couvert avec la plus grande portée au monde (63 mètres) Registre national des lieux historiques (1971) National Historic Landmark (1970) | 71    | Pont couvert en bois Treillis Howe                                                  | Pont piétonnier South Yuba River                                                    | 1862      | Bridgeport 39° 17′ 34,2″ N, 121° 11′ 41,4″ O                         | Californie            |         |
| Union Arch Bridge                                             | 14 | Union Arch Bridge                               | Portée : 67 mètres Registre national des lieux historiques (1973) Historic Civil Engineering Landmarks (1973)                                 | 140   | Maçonnerie 1 arche segmentaire, granit, grès rouge 1 voie                           | MacArthur Boulevard (ancien aqueduc) Cabin John Creek - Cabin John Parkway          | 1864      | Cabin John 38° 58′ 22″ N, 77° 08′ 54,6″ O                            | Maryland              |         |
| Cornish-Windsor Covered Bridge                                | 15 | Pont couvert de Cornish–Windsor                 | Plus long pont couvert en bois des États-Unis Portée : 62 mètres Registre national des lieux historiques (1976)                               | 137   | Pont couvert en bois Treillis ferme Town 2 voies                                    | Bridge Street Connecticut                                                           | 1866      | Cornish - Windsor 43° 28′ 25,2″ N, 72° 23′ 02,1″ O                   | New Hampshire Vermont |         |
| Harpersfield Covered Bridge                                   | 16 | Pont couvert de Harpersfield                    | Registre national des lieux historiques (1975)                                                                                                | 69    | Pont couvert en bois Treillis Howe 2 voies                                          | Harpersfield Road Grand River                                                       | 1868      | Harpersfield Township 41° 45′ 22,1″ N, 80° 56′ 39,7″ O               | Ohio                  |         |
| Waco Suspension Bridge                                        | 17 | Pont suspendu de Waco                           | Conçu par John Roebling Portée : 145 mètres Registre national des lieux historiques (1970)                                                    | 145   | Suspendu Tablier treillis fer forgé, pylônes en briques, câbles fer forgé 1 voie    | Pont piétonnier (ancien pont routier) Brazos                                        | 1869      | Waco 31° 33′ 40,2″ N, 97° 07′ 37,8″ O                                | Texas                 |         |
| Bollman Truss Railroad Bridge                                 | 18 | Pont ferroviaire en treillis de Bollman         | Registre national des lieux historiques (1972) Historic Civil Engineering Landmarks (1966)                                                    | 49    | Treillis Type Bollman, fer forgé, fonte 1 ligne ferroviaire                         | Patuxent                                                                            | 1869      | Savage 39° 08′ 05,46″ N, 76° 49′ 31″ O                               | Maryland              |         |
| Lyman Viaduct                                                 | 19 | Viaduc de Lyman enseveli en 1913                | Hauteur libre : 42 mètres Registre national des lieux historiques (1986)                                                                      | 339   | Pont à tréteaux Fer forgé, treillis king post 1 ligne ferroviaire                   | Air Line State Park Trail (ancien Air Line Railroad) Dickinson Creek                | 1873      | Colchester 41° 33′ 51,4″ N, 72° 26′ 59″ O                            | Connecticut           |         |
| Bigelow Bridge                                                | 20 | Pont Bigelow                                    | | 30    | Pont couvert en bois 2 voies                                                        | Pont Bigelow Little Darby Creek                                                     | 1873      | Comté d'Union 40° 06′ 57,2″ N, 83° 25′ 30,7″ O                       | Ohio                  |         |
| Eads Bridge                                                   | 21 | Pont Eads                                       | Registre national des lieux historiques (1966) Historic Civil Engineering Landmarks (1964)                                                    | 1964  | Arc Acier, tablier porté à 2 niveaux 2x2 voies 2 lignes ferroviaires                | Washington Avenue - W Broadway - MetroLink Mississippi                              | 1874      | Saint-Louis - East Saint Louis 38° 37′ 44,1″ N, 90° 10′ 43,8″ O      | Missouri Illinois     |         |
| Honeymoon Bridge                                              | 22 | Pont des lunes de miel                          | | 37    | Pont couvert en bois Treillis Paddleford 2 voies                                    | Village Road                                                                        | 1876      | Jackson 44° 08′ 29,6″ N, 71° 11′ 10,7″ O                             | New Hampshire         | [ 2 ]   |
| Cogan House Covered Bridge                                    | 23 | Pont couvert de Cogan House                     | Registre national des lieux historiques (1980)                                                                                                | 29    | Pont couvert en bois Treillis Burr                                                  | Clyde Campbell Road Larrys Creek                                                    | 1877      | Cogan House Township 41° 23′ 53,7″ N, 77° 12′ 01,9″ O                | Pennsylvanie          |         |
| Kinzua Bridge                                                 | 24 | Pont de Kinzua en partie détruit en 2003        | Hauteur libre : 92 mètres Registre national des lieux historiques (1977) Historic Civil Engineering Landmarks (1982)                          | 625   | Pont à tréteaux Acier 1 ligne ferroviaire                                           | Kinzua Creek                                                                        | 1882 1900 | Kane 41° 45′ 45,7″ N, 78° 35′ 19,5″ O                                | Pennsylvanie          |         |
| Smithfield Street Bridge                                      | 25 | Pont de Smithfield Street                       | Registre national des lieux historiques (1974) Historic Civil Engineering Landmarks (1975)                                                    | 361   | Lenticulaire Acier 2x2 voies                                                        | Smithfield Street Monongahela                                                       | 1883      | Pittsburgh 40° 26′ 06,1″ N, 80° 00′ 07,2″ O                          | Pennsylvanie          |         |
| Poughkeepsie Bridge                                           | 26 | Pont de Poughkeepsie                            | Registre national des lieux historiques (1979)                                                                                                | 2063  | Cantilever Acier                                                                    | Pont piétonnier (ancien pont ferroviaire) Hudson                                    | 1889      | Poughkeepsie - Highland 41° 42′ 38,3″ N, 73° 56′ 41,2″ O             | New York              |         |
| Contoocook Railroad Bridge                                    | 27 | Pont couvert de Contoocook                      | Plus vieux pont couvert route/rail des États-Unis Registre national des lieux historiques (1980)                                              | 44    | Pont couvert en bois Treillis double Town 2 voies                                   | (ancien New Hampshire Route 103, 127 et Contoocook Valley Railroad line) Contoocook | 1889      | Contoocook 43° 13′ 23,1″ N, 71° 42′ 50″ O                            | New Hampshire         |         |
| Aerial Lift Bridge                                            | 28 | Aerial Lift Bridge                              | Portée : 120 mètres Registre national des lieux historiques (1973)                                                                            |       | Treillis Acier Pont levant 2 voies                                                  | S Lake Avenue Saint-Louis - Lac Supérieur                                           | 1905      | Duluth 46° 46′ 44,3″ N, 92° 05′ 34,3″ O                              | Minnesota             |         |
| Tunkhannock Viaduct                                           | 29 | Viaduc de Tunkhannock                           | Registre national des lieux historiques (1977)                                                                                                | 724   | Arc Béton, tablier porté (10 travées) 1 ligne ferroviaire                           | Tunkhannock Creek                                                                   | 1912      | Nicholson 41° 37′ 22,6″ N, 75° 46′ 35,8″ O                           | Pennsylvanie          |         |
| Multnomah Falls Bridge, Multnomah Creek Bridge, Benson Bridge | 30 | Pont des chutes de Multnomah                    | | 14    | Arc Béton, tablier porté                                                            | Pont piétonnier Chutes de Multnomah                                                 | 1914      | Gresham 45° 34′ 36″ N, 122° 06′ 58,5″ O                              | Oregon                | [ B 1 ] |
| Andy Warhol Bridge, Seventh Street Bridge                     | 31 | Three Sisters Pont Andy Warhol                  | 3 ponts identiques Portée : 135 mètres | 323   | Suspendu Auto-ancré, à chaînes, tablier poutres acier, pylônes acier 2x2 voies      | Seventh Street Allegheny                                                            | 1926      | Pittsburgh 40° 26′ 46,3″ N, 80° 00′ 05,1″ O                          | Pennsylvanie          |         |
| Rachel Carson Bridge, Ninth Street Bridge                     | 32 | Three Sisters Pont Rachel Carson                | 3 ponts identiques Portée : 120 mètres | 303   | Suspendu Auto-ancré, à chaînes, tablier poutres acier, pylônes acier 2x2 voies      | Ninth Street Allegheny                                                              | 1926      | Pittsburgh 40° 26′ 48″ N, 79° 59′ 59,1″ O                            | Pennsylvanie          |         |
| Roberto Clemente Bridge, Sixth Street Bridge                  | 33 | Three Sisters Pont Roberto Clemente             | 3 ponts identiques Portée : 130 mètres | 269   | Suspendu Auto-ancré, à chaînes, tablier poutres acier, pylônes acier 2x2 voies      | Sixth Street Allegheny                                                              | 1928      | Pittsburgh 40° 26′ 44,2″ N, 80° 00′ 11,9″ O                          | Pennsylvanie          |         |
| Columbia–Wrightsville Bridge                                  | 34 | Pont Columbia-Wrightsville                      | | 2029  | Arc Béton, tablier porté 2 voies                                                    | Pennsylvania Route 462 Susquehanna                                                  | 1930      | Columbia - Wrightsville 40° 01′ 43,1″ N, 76° 31′ 03,6″ O             | Pennsylvanie          |         |
| Bixby Creek Bridge                                            | 35 | Pont de Bixby Creek                             | | 218   | Arc Béton, tablier porté 2 voies                                                    | California State Route 1 Bixby Creek                                                | 1933      | Big Sur 36° 22′ 17,2″ N, 121° 54′ 07,2″ O                            | Californie            |         |
| Yaquina Bay Bridge                                            | 36 | Pont de la baie de Yaquina                      | Registre national des lieux historiques (2005)                                                                                                | 982   | Arc Acier, tablier intermédiaire                                                    | U.S. Route 101 Baie de Yaquina                                                      | 1936      | Newport 44° 37′ 22,3″ N, 124° 03′ 25,1″ O                            | Oregon                |         |
| Tower Bridge (California)                                     | 37 | Tower Bridge (Californie)                       | Registre national des lieux historiques (1982)                                                                                                | 225   | Treillis Acier Pont levant 2x2 voies                                                | Lincoln Highway Sacramento                                                          | 1936      | Sacramento - West Sacramento 38° 34′ 50″ N, 121° 30′ 29,8″ O         | Californie            |         |
| Bridge to Nowhere (San Gabriel Mountains)                     | 38 | Bridge to Nowhere (Monts San Gabriel)           | Spot de saut à l'élastique Hauteur libre : 37 mètres                                                                                          |       | Arc Béton, tablier porté                                                            | ? San Gabriel                                                                       | 1936      | Azusa 34° 16′ 59,6″ N, 117° 44′ 49,5″ O                              | Californie            |         |
| Goodpasture Bridge                                            | 39 | Pont Goodpasture                                | Registre national des lieux historiques (1979)                                                                                                | 72    | Pont couvert en bois Treillis Howe 2 voies                                          | Goodpasture Road McKenzie                                                           | 1938      | Vida 44° 08′ 53,9″ N, 122° 35′ 15,7″ O                               | Oregon                |         |
| Red Cliff Bridge                                              | 40 | Red Cliff Bridge                                | Registre national des lieux historiques (1985)                                                                                                | 143   | Arc Acier, tablier porté                                                            | U.S. Route 24 Eagle River - Water Street                                            | 1941      | Red Cliff 39° 30′ 28,5″ N, 106° 22′ 35,8″ O                          | Colorado              |         |
| Office Bridge                                                 | 41 | Office Bridge                                   | Registre national des lieux historiques (1979)                                                                                                | 57    | Pont couvert en bois Treillis triple Howe 2 voies                                   | Westoak Road North Fork Middle Fork Willamette River                                | 1944      | Westfir 43° 45′ 30,3″ N, 122° 29′ 44,4″ O                            | Oregon                |         |
| Rio Grande Gorge Bridge                                       | 42 | Pont de la gorge du Rio Grande                  | Portée : 183 mètres Hauteur libre : 172 mètres Registre national des lieux historiques (1997)                                                 | 388   | Cantilever Acier, tablier porté 2 voies                                             | U.S. Route 64 Río Grande                                                            | 1965      | Taos 36° 28′ 34,8″ N, 105° 43′ 58,8″ O                               | Nouveau-Mexique       |         |
| Snake River Bridge                                            | 43 | Pont de la Snake River                          | Registre national des lieux historiques (1982)                                                                                                | 618   | Cantilever Acier 2 voies                                                            | Washington State Route 261 Snake - Palouse                                          | 1968      | Starbuck 46° 35′ 23″ N, 118° 13′ 09,8″ O                             | Washington            |         |
| Keystone Wye Interchange Bridge                               | 44 | Pont de l'échangeur Keystone Wye                | Portée : 47 mètres |       | Arc 3 articulations, lamellé-collé, tablier porté 1 voie                            | Échangeur U.S. Route 16 et 16A                                                      | 1968      | Keystone 43° 55′ 28,9″ N, 103° 26′ 34″ O                             | Dakota du Sud         |         |
| Colemanville Covered Bridge                                   | 45 | Pont couvert de Colemanville                    | Registre national des lieux historiques (1980)                                                                                                | 52    | Pont couvert en bois Treillis double Burr 2 voies                                   | Fox Hollow Road Pequea Creek                                                        | 1992      | Martic - Conestoga 39° 53′ 56″ N, 76° 20′ 31,8″ O                    | Pennsylvanie          |         |
| Natchez Trace Parkway Bridge                                  | 46 | Pont Natchez Trace Parkway                      | | 479   | Arc Béton, tablier porté 2 voies                                                    | Natchez Trace Parkway Tennessee State Route 96                                      | 1994      | Comté de Williamson 35° 59′ 10,8″ N, 86° 59′ 31,4″ O                 | Tennessee             |         |
| Reiman Bridge                                                 | 47 | Pont de Reiman                                  | Design par Santiago Calatrava Milwaukee Art Museum                                                                                            | 87    | Haubané Monopylône, pylône incliné, acier                                           | Pont piétonnier Lincoln Memorial Drive - Cudahy Gardens                             | 2001      | Milwaukee 43° 02′ 21,4″ N, 87° 53′ 52,4″ O                           | Wisconsin             |         |
| Sundial Bridge at Turtle Bay                                  | 48 | Pont Cadran Solaire                             | Design par Santiago Calatrava |       | Haubané Monopylône, tablier treillis acier, dalle en verre, pylône incliné acier    | Pont piétonnier Sacramento                                                          | 2004      | Redding 40° 35′ 32,6″ N, 122° 22′ 39″ O                              | Californie            |         |
| Margaret Hunt Hill Bridge                                     | 49 | Pont Margaret Hunt Hill                         | Design par Santiago Calatrava | 570   | Haubané Monopylône, symétrique, tablier poutres acier/béton, pylône béton 2x3 voies | Singleton Boulevard Woodall Rodgers Freeway Trinity                                 | 2012      | Dallas 32° 46′ 48,1″ N, 96° 49′ 19,6″ O                              | Texas                 | [ 3 ]   |

## Grands ponts
Ce tableau présente les ouvrages ayant des portées supérieures à 100 mètres ou une longueur totale supérieure à 3 000 mètres (liste non exhaustive).
|                                                                  |     | Nom                                          | Portée   | Long. | Type                                                                                          | Voie portée Voie franchie                                                      | Date      | Localisation                                                                                | État                      | Ref.              |
| ---------------------------------------------------------------- | --- | -------------------------------------------- | -------- | ----- | --------------------------------------------------------------------------------------------- | ------------------------------------------------------------------------------ | --------- | ------------------------------------------------------------------------------------------- | ------------------------- | ----------------- |
| Verrazano-Narrows Bridge                                         | 1   | Pont Verrazano-Narrows                       | 1298     | 4176  | Suspendu Tablier treillis acier à 2 niveaux, pylônes acier 2x6 voies                          | Interstate 278 The Narrows                                                     | 1964      | New York 40° 36′ 23″ N, 74° 02′ 43,2″ O                                                     | New York                  | [ 4 ]             |
| Pont du Golden Gate                                              | 2   | Pont du Golden Gate                          | 1280     | 2737  | Suspendu Tablier treillis acier, pylônes acier 2x3 voies                                      | U.S. Route 101 California State Route 1 Détroit du Golden Gate                 | 1937      | San Francisco - Sausalito 37° 49′ 09,5″ N, 122° 28′ 43,9″ O                                 | Californie                | [ 5 ]             |
| Mackinac Bridge, "Big Mac", Mighty Mac                           | 3   | Pont Mackinac                                | 1158     | 5865  | Suspendu Tablier treillis acier, pylônes acier 2x2 voies                                      | Interstate 75 Détroit de Mackinac                                              | 1957      | Mackinaw City - Saint-Ignace 45° 48′ 56″ N, 84° 43′ 40,6″ O                                 | Michigan                  | [ 6 ]             |
| Pont George-Washington                                           | 4   | Pont George-Washington                       | 1067     | 1451  | Suspendu Tablier treillis acier à 2 niveaux, pylônes acier 14 voies (8+6)                     | Interstate 95 U.S. Route 1 U.S. Route 9 Hudson                                 | 1931      | New York - Fort Lee 40° 51′ 06,2″ N, 73° 57′ 09,8″ O                                        | New York New Jersey       | [ D 1 ]           |
| Pont du détroit de Tacoma (1950)                                 | 5   | Pont du détroit de Tacoma Pont est           | 853      | 1822  | Suspendu Tablier treillis acier, pylônes acier 3 voies                                        | Washington State Route 16 Puget Sound                                          | 1950      | Tacoma 47° 16′ 05,6″ N, 122° 33′ 00,7″ O                                                    | Washington                | [ 7 ]             |
| Pont du détroit de Tacoma                                        | 6   | Pont du détroit de Tacoma Pont ouest         | 853      | 1646  | Suspendu Tablier treillis acier, pylônes béton 3 voies                                        | Washington State Route 16 Puget Sound                                          | 2007      | Tacoma 47° 16′ 04,4″ N, 122° 33′ 02,8″ O                                                    | Washington                | [ 8 ]             |
| Carquinez Bridge, Alfred Zampa Memorial Bridge                   | 7   | Alfred Zampa Memorial Bridge                 | 728      | 1056  | Suspendu Tablier caisson acier, pylônes béton 4 voies                                         | Interstate 80 Carquinez Strait                                                 | 2003      | Vallejo - Crockett 38° 03′ 39,7″ N, 122° 13′ 35,5″ O                                        | Californie                | ,                 |
| San Francisco-Oakland Bay Bridge                                 | 8   | San Francisco-Oakland Bay Bridge Pont ouest  | 704      | 3141  | Suspendu Tablier treillis acier à 2 niveaux, pylônes acier 2x5 voies                          | Interstate 80 Baie de San Francisco                                            | 1936      | San Francisco - Yerba Buena Island 37° 48′ 12,2″ N, 122° 22′ 18,9″ O                        | Californie                | [ Note 2 ] [ 10 ] |
| Pont de Bronx-Whitestone                                         | 10  | Pont de Bronx-Whitestone                     | 701      | 2242  | Suspendu Tablier poutres acier, pylônes acier 2x3 voies                                       | Interstate 678 East River                                                      | 1939      | New York 40° 48′ 06,7″ N, 73° 49′ 47,2″ O                                                   | New York                  | [ 11 ]            |
| Delaware Memorial Bridge (southbound)                            | 11  | Delaware Memorial Bridge Pont sud            | 656      | 3291  | Suspendu Tablier treillis acier, pylônes acier 4 voies                                        | Interstate 295 U.S. Route 40 Delaware                                          | 1951      | New Castle - Deepwater 39° 41′ 18,2″ N, 75° 31′ 06,2″ O                                     | Delaware New Jersey       | [ D 2 ]           |
| Delaware Memorial Bridge (northbound)                            | 12  | Delaware Memorial Bridge Pont nord           | 656      | 3281  | Suspendu Tablier treillis acier, pylônes acier 4 voies                                        | Interstate 295 U.S. Route 40 Delaware                                          | 1968      | New Castle - Deepwater 39° 41′ 20,3″ N, 75° 31′ 05″ O                                       | Delaware New Jersey       | [ D 2 ]           |
| Walt Whitman Bridge                                              | 13  | Pont Walt Whitman                            | 610      | 3652  | Suspendu Tablier treillis acier, pylônes acier 7 voies (3+4)                                  | Interstate 76 (est) Delaware                                                   | 1957      | Philadelphie - Gloucester City 39° 54′ 18,7″ N, 75° 07′ 46,1″ O                             | Pennsylvanie New Jersey   | [ 12 ]            |
| Ambassador Bridge                                                | 14  | Pont Ambassadeur                             | 564      | 2286  | Suspendu Tablier treillis acier, pylônes acier 2x2 voies                                      | Interstate 75 Interstate 96 Rivière Détroit                                    | 1929      | Détroit - Windsor 42° 18′ 43,2″ N, 83° 04′ 27,2″ O                                          | Michigan Canada           | [ 13 ]            |
| Pont de Throgs Neck                                              | 15  | Pont de Throgs Neck                          | 549      | 4084  | Suspendu Tablier treillis acier, pylônes acier 2x3 voies                                      | Interstate 295 East River                                                      | 1961      | New York 40° 48′ 00,9″ N, 73° 47′ 36″ O                                                     | New York                  | [ 14 ]            |
| Benjamin Franklin Bridge, Ben Franklin Bridge                    | 16  | Pont Benjamin-Franklin                       | 534      | 2273  | Suspendu Tablier treillis acier, pylônes acier 7 voies (3+4) 2 lignes ferroviaires            | Interstate 676 U.S. Route 30 2 PATCO Line Delaware                             | 1926      | Philadelphie - Camden 39° 57′ 10,5″ N, 75° 08′ 03,3″ O                                      | Pennsylvanie New Jersey   | [ 15 ]            |
| New River Gorge Bridge                                           | 17  | New River Gorge Bridge                       | 518      | 924   | Arc Treillis acier, tablier porté 2x2 voies                                                   | U.S. Route 19 (West Virginia) New River                                        | 1977      | Fayetteville 38° 04′ 08,6″ N, 81° 04′ 58,2″ O                                               | Virginie-Occidentale      | [ 16 ]            |
| Pont de Bayonne                                                  | 18  | Pont de Bayonne                              | 504      | 1761  | Arc Acier, tablier intermédiaire 2x2 voies                                                    | New York State Route 440 New Jersey Route 440 Kill Van Kull                    | 1931      | Staten Island - Bayonne 40° 38′ 30,7″ N, 74° 08′ 31,5″ O                                    | New York New Jersey       |                   |
| Commodore John Barry Bridge                                      | 19  | Pont Commodore Barry                         | 501      | 4240  | Cantilever Acier 5 voies (2+3)                                                                | U.S. Route 322 County Route 536 Delaware                                       | 1974      | Chester - Bridgeport 39° 49′ 42,2″ N, 75° 22′ 17,3″ O                                       | Pennsylvanie New Jersey   |                   |
| Pont de Bear Mountain                                            | 20  | Pont de Bear Mountain                        | 497      | 688   | Suspendu Tablier treillis acier, pylônes acier 2x2 voies                                      | U.S. Route 6 U.S. Route 202 Sentier des Appalaches Hudson                      | 1924      | Peekskill - Fort Montgomery 41° 19′ 11,3″ N, 73° 58′ 59,7″ O                                | New York                  | [ D 3 ]           |
| Pont de Williamsburg                                             | 21  | Pont de Williamsburg                         | 488      | 2227  | Suspendu Tablier poutres acier, pylônes acier 2x4 voies 2 lignes ferroviaires                 | New York State Route 27A J-M-Z (métro de New York) East River                  | 1903      | New York 40° 42′ 48,4″ N, 73° 58′ 18,6″ O                                                   | New York                  | [ 17 ]            |
| Claiborne Pell Bridge                                            | 22  | Pont Claiborne Pell                          | 488      | 3428  | Suspendu Tablier treillis acier, pylônes acier 2x2 voies                                      | Rhode Island Route 138 Baie de Narragansett                                    | 1969      | Newport - Jamestown 41° 30′ 17,9″ N, 71° 20′ 55,1″ O                                        | Rhode Island              | [ 18 ]            |
| William Preston Lane, Jr. Memorial Bridge, Chesapeake Bay Bridge | 23  | Pont de la baie de Chesapeake Pont sud       | 488      | 6919  | Suspendu Tablier treillis acier, pylônes acier 2 voies +1 réversible                          | U.S. Route 50 U.S. Route 301 Baie de Chesapeake                                | 1952      | Comté d'Anne Arundel - Comté de Queen Anne 38° 59′ 35,4″ N, 76° 22′ 55,3″ O                 | Maryland                  | [ D 4 ]           |
| William Preston Lane, Jr. Memorial Bridge, Chesapeake Bay Bridge | 24  | Pont de la baie de Chesapeake Pont nord      | 488      | 6919  | Suspendu Tablier treillis acier, pylônes acier 2 voies +1 réversible                          | U.S. Route 50 U.S. Route 301 Baie de Chesapeake                                | 1973      | Comté d'Anne Arundel - Comté de Queen Anne 38° 59′ 39,6″ N, 76° 22′ 53,9″ O                 | Maryland                  | [ D 4 ]           |
| Brooklyn Bridge                                                  | 25  | Pont de Brooklyn                             | 486      | 1825  | Suspendu Tablier treillis acier, pylônes en maçonneries 2x3 voies                             | Park Row - Tillary/Adams Streets East River                                    | 1883      | New York 40° 42′ 20,4″ N, 73° 59′ 46,8″ O                                                   | New York                  | [ Note 3 ] [ 19 ] |
| Crescent City Connection, CCC, Greater New Orleans Bridge        | 26  | Crescent City Connection                     | 486      | 4093  | Cantilever Acier 2 ouvrages jumelés 2x4 voies 2 voies HOV réversibles                         | U.S. Route 90 Business Mississippi                                             | 1958 1988 | La Nouvelle-Orléans 29° 56′ 16,1″ N, 90° 03′ 23,6″ O                                        | Louisiane                 |                   |
| John James Audubon Bridge                                        | 27  | Pont John James Audubon                      | 482      | 3927  | Haubané Tablier mixte acier/béton, pylônes béton 2x2 voies                                    | Louisiana Highway 10 Mississippi                                               | 2011      | Paroisse de la Pointe Coupée - Paroisse de Feliciana Ouest 30° 43′ 13,2″ N, 91° 21′ 05,1″ O | Louisiane                 | [ 20 ]            |
| Arthur Ravenel Jr. Bridge, New Cooper River Bridge               | 28  | Pont Arthur Ravenel Jr.                      | 471      | 4023  | Haubané Tablier mixte acier/béton, pylônes béton 2x4 voies                                    | U.S. Route 17 Cooper River                                                     | 2005      | Charleston 32° 48′ 10,5″ N, 79° 54′ 55,3″ O                                                 | Caroline du Sud           |                   |
| Franklin Delano Roosevelt Mid-Hudson Bridge                      | 29  | Pont Mid-Hudson (en)                         | 457      | 914   | Suspendu Tablier treillis acier, pylônes acier 3 voies                                        | U.S. Route 44 New York State Route 55 Hudson                                   | 1930      | Poughkeepsie - Highland 41° 42′ 10,3″ N, 73° 56′ 46,4″ O                                    | New York                  | [ Note 2 ] [ 21 ] |
| Vincent Thomas Bridge                                            | 30  | Pont Vincent-Thomas                          | 457      | 1848  | Suspendu Tablier treillis acier, pylônes acier 2x2 voies                                      | California State Route 47 Port de Los Angeles                                  | 1963      | San Pedro - Terminal Island 33° 44′ 58″ N, 118° 16′ 17,8″ O                                 | Californie                | [ 22 ]            |
| New Mississippi River Bridge                                     | 31  | New Mississippi River Bridge en construction | 457      |       | Haubané Tablier mixte acier/béton, pylônes béton 2x2 voies                                    | Interstate 70 Mississippi                                                      | 2015      | Saint-Louis - Comté de Saint Clair 38° 38′ 45,1″ N, 90° 10′ 41,8″ O                         | Missouri Illinois         |                   |
| Manhattan Bridge                                                 | 32  | Pont de Manhattan                            | 448      | 2089  | Suspendu Tablier treillis acier, pylônes acier 2x2 voies +3 réversibles 4 lignes ferroviaires | Chrystie St. - Bowery Flatbush Av. Ext. B-D-N-Q (métro de New York) East River | 1909      | New York 40° 42′ 24,4″ N, 73° 59′ 25,5″ O                                                   | New York                  | [ 23 ]            |
| Gramercy Bridge, Veterans Memorial Bridge                        | 33  | Gramercy Bridge                              | 445      | 945   | Cantilever Acier 2x2 voies                                                                    | Louisiana Highway 3213 Mississippi                                             | 1995      | Gramercy - Paroisse de Saint-Jean-Baptiste 30° 02′ 47,6″ N, 90° 40′ 22,9″ O                 | Louisiane                 |                   |
| San Francisco-Oakland Bay Bridge                                 | 34  | San Francisco-Oakland Bay Bridge Pont est    | 430      | 3102  | Cantilever Acier                                                                              | Interstate 80 Baie de San Francisco                                            | 1936      | San Francisco 37° 48′ 54,4″ N, 122° 21′ 23,5″ O                                             | Californie                | [ 10 ]            |
| Pont Robert F. Kennedy, Triborough Bridge, Triboro Bridge        | 35  | Pont Robert F. Kennedy                       | 421      | 4212  | Suspendu Tablier treillis acier, pylônes acier 2x4 voies                                      | Interstate 278 East River                                                      | 1936      | New York 40° 46′ 46,5″ N, 73° 55′ 35,7″ O                                                   | New York                  | [ 24 ]            |
| Greenville Bridge                                                | 36  | Pont de Greenville                           | 420      | 4133  | Haubané Tablier mixte acier/béton, pylônes béton 2x2 voies                                    | U.S. Route 82 U.S. Route 278 Mississippi                                       | 2010      | Greenville - Lake Village 33° 17′ 13,2″ N, 91° 09′ 15,3″ O                                  | Mississippi Arkansas      | [ 25 ]            |
| Napoleon Bonaparte Broward Bridge, Dames Point Bridge            | 37  | Pont Dames Point                             | 396      | 3245  | Haubané Tablier poutres béton, pylônes béton 2x3 voies                                        | Florida State Road 9A Saint Johns                                              | 1989      | Jacksonville 30° 23′ 04,1″ N, 81° 33′ 24,8″ O                                               | Floride                   |                   |
| Fremont Bridge                                                   | 39  | Pont Fremont                                 | 382      | 656   | Arc Acier, tablier intermédiaire à 2 niveaux 2x4 voies                                        | Interstate 405 U.S. Route 30 Willamette                                        | 1973      | Portland 45° 32′ 16,6″ N, 122° 40′ 58,6″ O                                                  | Oregon                    |                   |
| Pont Sidney-Lanier                                               | 40  | Pont Sidney-Lanier                           | 381      | 2371  | Haubané Tablier poutres béton, pylônes béton 2x2 voies                                        | U.S. Route 17 Brunswick River                                                  | 2003      | Brunswick 31° 06′ 57,6″ N, 81° 29′ 06,5″ O                                                  | Géorgie                   |                   |
| Fred Hartman Bridge, Baytown Bridge                              | 41  | Pont Fred Hartman                            | 381      | 4185  | Haubané Tablier mixte acier/béton, pylônes béton 2 ouvrages jumelés 2x4 voies                 | Texas State Highway 146 Canal de Houston                                       | 1995      | Baytown - La Porte 29° 42′ 13,7″ N, 95° 01′ 00,3″ O                                         | Texas                     |                   |
| Astoria–Megler Bridge                                            | 42  | Pont Astoria-Megler                          | 377      | 6545  | Treillis Acier 2 voies                                                                        | U.S. Route 101 Columbia                                                        | 1966      | Astoria - Megler 46° 11′ 37″ N, 123° 51′ 03,2″ O                                            | Oregon Washington         |                   |
| Horace Wilkinson Bridge                                          | 43  | Horace Wilkinson Bridge                      | 376      | 4313  | Cantilever Acier 2x3 voies                                                                    | Interstate 10 Mississippi                                                      | 1968      | Baton Rouge - Port Allen 30° 26′ 22,6″ N, 91° 11′ 55,3″ O                                   | Louisiane                 |                   |
| Hale Boggs Memorial Bridge, Luling Bridge                        | 44  | Hale Boggs Memorial Bridge                   | 372      | 3261  | Haubané Tablier double caisson acier, pylônes acier 2x2 voies                                 | Interstate 310 Mississippi                                                     | 1983      | Luling - Destréhan 29° 56′ 28,2″ N, 90° 22′ 29″ O                                           | Louisiane                 |                   |
| Governor Malcolm Wilson Tappan Zee Bridge                        | 45  | Pont Tappan Zee                              | 370      | 4881  | Cantilever Acier 7 voies (3+4)                                                                | Interstate 87 Interstate 287 Hudson                                            | 1955      | Tarrytown - South Nyack (New York) 41° 04′ 12,3″ N, 73° 52′ 51,9″ O                         | New York                  |                   |
| St. Johns Bridge                                                 | 46  | Pont St. Johns                               | 368      | 1168  | Suspendu Tablier poutres acier, pylônes acier 2x2 voies                                       | U.S. Route 30 Willamette                                                       | 1931      | Portland 45° 35′ 06,8″ N, 122° 45′ 53,1″ O                                                  | Oregon                    | [ D 5 ]           |
| Bob Graham Sunshine Skyway Bridge                                | 47  | Sunshine Skyway Bridge                       | 367      | 6600  | Haubané Tablier caisson béton, pylônes béton 2x2 voies                                        | Interstate 275 U.S. Route 19 Baie de Tampa                                     | 1987      | St. Petersburg - Terra Ceia 27° 37′ 13,5″ N, 82° 39′ 20″ O                                  | Floride                   |                   |
| Mount Hope Bridge                                                | 48  | Mount Hope Bridge                            | 366      | 1868  | Suspendu Tablier treillis acier, pylônes acier 2 voies                                        | Rhode Island Route 114 Mount Hope Bay                                          | 1929      | Bristol - Portsmouth 41° 38′ 23,3″ N, 71° 15′ 29,7″ O                                       | Rhode Island              | [ 26 ]            |
| Lewis and Clark Bridge                                           | 49  | Pont Lewis et Clark                          | 366      |       | Cantilever Acier 2 voies                                                                      | State route 433 Columbia                                                       | 1930      | Longview - Rainier 46° 06′ 17,1″ N, 122° 57′ 42,8″ O                                        | Washington Oregon         |                   |
| William H. Natcher Bridge                                        | 50  | Pont William H. Natcher                      | 366      | 1373  | Haubané Tablier mixte acier/béton, pylônes béton 2x2 voies                                    | U.S. Route 231 Ohio                                                            | 2002      | Owensboro - Rockport 37° 54′ 08,8″ N, 87° 02′ 06,3″ O                                       | Kentucky Indiana          |                   |
| Queensboro Bridge                                                | 51  | Pont de Queensboro                           | 360 +300 | 1135  | Cantilever Acier, 2 niveaux 2x4 voies                                                         | New York State Route 25 East River                                             | 1909      | New York 40° 45′ 28,3″ N, 73° 57′ 24,9″ O                                                   | New York                  |                   |
| Penobscot Narrows Bridge                                         | 52  | Pont du détroit de Penobscot                 | 354      | 646   | Haubané Tablier caisson béton, pylônes béton, suspension axiale 2 voies                       | U.S. Route 1 Maine State Route 3 Penobscot                                     | 2006      | Verona Island - Prospect 44° 33′ 35,9″ N, 68° 48′ 06,2″ O                                   | Maine                     | [ 27 ]            |
| Ogdensburg-Prescott International Bridge                         | 53  | Ogdensburg-Prescott International Bridge     | 351      | 2248  | Suspendu Tablier treillis acier, pylônes acier 2 voies                                        | New York State Route 812 Fleuve Saint-Laurent                                  | 1960      | Ogdensburg - Johnstown 44° 44′ 06″ N, 75° 27′ 33,3″ O                                       | New York Canada           |                   |
| Bill Emerson Memorial Bridge                                     | 54  | Pont du mémorial Bill Emerson                | 351      | 1208  | Haubané Tablier mixte acier/béton, pylônes béton 2x2 voies                                    | Missouri Route 34 et 74 Illinois Route 146 Mississippi                         | 2003      | Cap Girardeau - East Cape Girardeau 37° 17′ 42,7″ N, 89° 31′ 04,1″ O                        | Missouri Illinois         |                   |
| Bidwell Bar Bridge                                               | 55  | Bidwell Bar Bridge                           | 338      | 546   | Suspendu Tablier treillis acier, pylônes acier, piles béton 2 voies                           | California State Route 162 Lac Oroville                                        | 1965      | Oroville 39° 32′ 59,9″ N, 121° 25′ 47,9″ O                                                  | Californie                | [ D 6 ]           |
| Carquinez Bridge                                                 | 56  | Carquinez Bridge                             | 335 (x2) | 1000  | Cantilever Acier 4 voies                                                                      | Interstate 80 Carquinez Strait                                                 | 1927 1958 | Vallejo - Crockett 38° 03′ 39,8″ N, 122° 13′ 31″ O                                          | Californie                | [ Note 1 ]        |
| Talmadge Memorial Bridge                                         | 57  | Talmadge Memorial Bridge                     | 335      | 3060  | Haubané Tablier dalle béton, pylônes béton 2x2 voies                                          | U.S. Route 17 Savannah                                                         | 1991      | Savannah 32° 05′ 18,4″ N, 81° 05′ 57″ O                                                     | Géorgie                   |                   |
| Isaiah David Hart Bridge                                         | 58  | Pont Hart                                    | 332      | 1171  | Treillis Acier, tablier suspendu 2x2 voies                                                    | State Road 228 Saint Johns                                                     | 1967      | Jacksonville 30° 18′ 57,6″ N, 81° 37′ 39,4″ O                                               | Floride                   | [ Note 4 ] [ 28 ] |
| Richmond-San Rafael Bridge                                       | 59  | Richmond-San Rafael Bridge                   | 331 +326 | 8851  | Cantilever Acier, 2 niveaux 2x2 voies                                                         | Interstate 580 Baie de San Francisco                                           | 1956      | Richmond - San Rafael 37° 56′ 01,9″ N, 122° 25′ 37,3″ O                                     | Californie                | ,                 |
| Deer Isle-Sedgwick Bridge                                        | 60  | Pont de Deer Isle-Sedgwick                   | 329      | 743   | Suspendu Tablier poutres acier, pylônes acier 2 voies                                         | Maine State Route 15 Eggemoggin Reach                                          | 1939      | Sedgwick - Île de Little Deer 44° 17′ 39,2″ N, 68° 41′ 19,3″ O                              | Maine                     | [ 30 ]            |
| Roosevelt Lake Bridge                                            | 61  | Pont du lac Roosevelt                        | 329      |       | Arc Acier, tablier intermédiaire 2 voies                                                      | Arizona State Route 188 Lac Theodore Roosevelt                                 | 1990      | Theodore Roosevelt Lake 33° 40′ 26″ N, 111° 09′ 25,1″ O                                     | Arizona                   |                   |
| Simon Kenton Bridge                                              | 62  | Pont Simon Kenton                            | 323      | 607   | Suspendu Tablier poutres acier, pylônes acier 2 voies                                         | U.S. Route 62 et 68 Ohio State Route 41 Ohio                                   | 1932      | Maysville - Aberdeen (Ohio) 38° 38′ 59,5″ N, 83° 45′ 34,5″ O                                | Kentucky Ohio             | [ Note 2 ] [ 31 ] |
| Mike O'Callaghan-Pat Tillman Memorial Bridge, Hoover Dam Bypass  | 63  | Mike O'Callaghan-Pat Tillman Memorial Bridge | 323      | 579   | Arc Béton, tablier porté 2x2 voies                                                            | U.S. Route 93 Colorado                                                         | 2010      | Boulder City 36° 00′ 44,8″ N, 114° 44′ 29,4″ O                                              | Nevada Arizona            | [ 32 ]            |
| John A. Roebling Suspension Bridge                               | 64  | Pont John A. Roebling                        | 322      | 686   | Suspendu Tablier poutres acier, pylônes maçonnerie 2 voies                                    | Kentucky Route 17 Ohio                                                         | 1867      | Cincinnati - Covington 39° 05′ 34,3″ N, 84° 30′ 35,3″ O                                     | Ohio Kentucky             | [ 33 ]            |
| Dent Bridge                                                      | 65  | Dent Bridge                                  | 320      | 472   | Suspendu Tablier poutres acier, pylônes acier, piles béton 2 voies                            | Dent Bridge Rd. Réservoir de Dworshak                                          | 1971      | Orofino 46° 36′ 09,2″ N, 116° 10′ 42,2″ O                                                   | Idaho                     | [ 34 ]            |
| William H. Harsha Bridge                                         | 66  | Pont William H. Harsha                       | 320      | 710   | Haubané Tablier mixte acier/béton, pylônes béton 2 voies                                      | U.S. Route 62 et 68 Ohio                                                       | 2000      | Maysville - Aberdeen (Ohio) 38° 41′ 04,5″ N, 83° 46′ 54,7″ O                                | Kentucky Ohio             |                   |
| Glen Canyon Dam Bridge                                           | 67  | Glen Canyon Dam Bridge                       | 313      | 387   | Arc Acier, tablier porté 2 voies                                                              | U.S. Route 89 Colorado                                                         | 1959      | Page 36° 56′ 08,5″ N, 111° 28′ 59,8″ O                                                      | Arizona                   |                   |
| Hell Gate Bridge                                                 | 68  | Hell Gate Bridge                             | 310      | 5182  | Arc Acier, tablier intermédiaire 3 lignes ferroviaires                                        | Amtrak Northeast Corridor CSX Transportation-Canadien Pacifique East River     | 1916      | New York 40° 46′ 56,6″ N, 73° 55′ 18,4″ O                                                   | New York                  |                   |
| Pont de Wheeling                                                 | 69  | Pont suspendu de Wheeling                    | 308      |       | Suspendu Tablier poutres acier, pylônes maçonnerie 2 voies                                    | West Virginia Route 251 Ohio                                                   | 1849      | Wheeling 40° 04′ 12,9″ N, 80° 43′ 35,1″ O                                                   | Virginie-Occidentale      | [ 35 ]            |
| Pont Lewiston-Queenston                                          | 70  | Pont Lewiston-Queenston                      | 305      | 488   | Arc Acier, tablier porté 5 voies réversibles                                                  | Interstate 190 Niagara                                                         | 1962      | Lewiston - Queenston 43° 09′ 10,7″ N, 79° 02′ 40,2″ O                                       | New York Canada           |                   |
| Newburgh-Beacon Bridge                                           | 71  | Pont Newburgh-Beacon                         | 305      |       | Cantilever Acier 2 ouvrages jumelés 5 voies (2+3)                                             | Interstate 84 New York State Route 52 Hudson                                   | 1963 1980 | Newburgh - Beacon 41° 31′ 12,1″ N, 74° 00′ 00,1″ O                                          | New York                  | [ 36 ]            |
| Perrine Bridge                                                   | 72  | Pont Perrine                                 | 303      | 457   | Arc Acier, tablier porté 2x2 voies                                                            | U.S. Route 93 Snake (rivière)                                                  | 1974      | Twin Falls 42° 36′ 02,9″ N, 114° 27′ 12,6″ O                                                | Idaho                     |                   |
| Ed Hendler Bridge, Cable Bridge, Intercity Bridge                | 73  | Pont Ed Hendler                              | 299      | 763   | Haubané Tablier caisson béton, pylônes béton 2x2 voies                                        | Washington State Route 397 Columbia                                            | 1978      | Pasco - Kennewick 46° 13′ 06″ N, 119° 06′ 16,5″ O                                           | Washington                |                   |
| Martin Luther King Bridge                                        | 74  | Pont Martin Luther King                      | 293      | 1222  | Cantilever Acier 3 voies                                                                      | Route 799 Mississippi                                                          | 1950      | Saint-Louis - East Saint Louis 38° 37′ 51,6″ N, 90° 10′ 46,1″ O                             | Missouri Illinois         | [ B 3 ]           |
| Indian River Inlet Bridge                                        | 75  | Pont sur l'Indian River                      | 290      | 793   | Haubané Tablier dalle béton, pylônes béton                                                    | Delaware Route 1 Indian River (Delaware)                                       | 2012      | Long Neck 38° 36′ 29″ N, 75° 03′ 49″ O                                                      | Delaware                  | [ D 7 ]           |
| Rainbow Bridge (pont)                                            | 76  | Rainbow Bridge                               | 289      | 442   | Arc Acier, tablier porté 2x2 voies                                                            | Niagara                                                                        | 1941      | Niagara Falls (États-Unis) - Niagara Falls 43° 05′ 24,7″ N, 79° 04′ 03,5″ O                 | New York Canada           |                   |
| Second Blue Water Bridge                                         | 77  | Second Blue Water Bridge                     | 281      | 1862  | Arc Acier, tablier intermédiaire 3 voies                                                      | Interstate 69 Interstate 94 Rivière Sainte-Claire                              | 1997      | Port Huron - Point Edward 42° 59′ 54,6″ N, 82° 25′ 25″ O                                    | Michigan Canada           | [ 37 ]            |
| Caruthersville Bridge                                            | 78  | Pont de Caruthersville                       | 280      | 2165  | Cantilever Acier 2x2 voies                                                                    | Interstate 155 U.S. Route 412 Mississippi                                      | 1976      | Caruthersville - Dyersburg 36° 06′ 50,4″ N, 89° 36′ 45,4″ O                                 | Missouri Tennessee        |                   |
| Moundsville Bridge                                               | 79  | Pont de Moundsville                          | 278      |       | Arc Acier, tablier suspendu Pont bow-string 2x2 voies                                         | Ohio State Route 872 West Virginia Route 2 Ohio                                | 1986      | Moundsville - Comté de Belmont 39° 54′ 49,6″ N, 80° 45′ 13,2″ O                             | Virginie-Occidentale Ohio | [ B 4 ]           |
| Jefferson Barracks Bridge                                        | 80  | Pont Jefferson Barracks                      | 277      | 1219  | Arc Acier, tablier suspendu Pont bow-string 2 ouvrages jumelés 2x3 voies                      | Interstate 255 U.S. Route 50 Mississippi                                       | 1983      | Saint-Louis - Columbia 38° 29′ 13,5″ N, 90° 16′ 38″ O                                       | Missouri Illinois         |                   |
|                                                                  | 81  | Pont international Cornwall-Massena          | 275      | 1061  | Suspendu Tablier poutres acier, pylônes acier 2 voies                                         | Fleuve Saint-Laurent                                                           | 1958      | Massena - Île de Cornwall 44° 59′ 22,1″ N, 74° 44′ 22″ O                                    | New York Canada           | [ 38 ]            |
| Silver Memorial Bridge                                           | 82  | Silver Memorial Bridge                       | 274      |       | Cantilever Acier 2x2 voies                                                                    | U.S. Route 35 Ohio                                                             | 1969      | Gallipolis - Henderson 38° 50′ 06,1″ N, 82° 08′ 53,4″ O                                     | Ohio Virginie-Occidentale |                   |
| Hernando de Soto Bridge                                          | 83  | Pont Hernando de Soto                        | 274 (x2) | 5954  | Arc Acier, tablier suspendu 2x3 voies                                                         | Interstate 40 Mississippi                                                      | 1973      | Memphis - West Memphis 35° 09′ 11,1″ N, 90° 03′ 42″ O                                       | Tennessee Arkansas        |                   |
| Hi Carpenter Memorial Bridge                                     | 84  | Pont Hi Carpenter Memorial                   | 274      |       | Cantilever Acier 2x2 voies                                                                    | West Virginia Route 807 Ohio State Route 807 Ohio                              | 1977      | St. Marys - Newport 39° 23′ 17,5″ N, 81° 12′ 51,4″ O                                        | Virginie-Occidentale Ohio | ,                 |
| Ravenswood Bridge                                                | 85  | Pont de Ravenswood                           | 274      | 830   | Treillis Acier 2 voies                                                                        | U.S. Route 33 Ohio                                                             | 1980      | Ravenswood - Comté de Meigs 38° 56′ 11,8″ N, 81° 45′ 23,3″ O                                | Virginie-Occidentale Ohio |                   |
| East Huntington Bridge                                           | 86  | Pont de Huntington est                       | 274      |       | Haubané Monopylône, tablier mixte acier/béton, pylône béton 2 voies                           | West Virginia Route 106 Ohio State Route 775 Ohio                              | 1985      | Huntington - Proctorville 38° 26′ 01,7″ N, 82° 23′ 22,7″ O                                  | Virginie-Occidentale Ohio |                   |
| Bayview Bridge                                                   | 87  | Pont de Bayview                              | 274      | 1374  | Haubané Tablier mixte acier/béton, pylônes béton 2 voies                                      | U.S. Route 24 Mississippi                                                      | 1987      | Quincy - West Quincy 39° 56′ 01,2″ N, 91° 25′ 12,1″ O                                       | Illinois Missouri         |                   |
| Carl Perkins Bridge                                              | 88  | Pont Carl Perkins                            | 274      |       | Cantilever Acier 2 voies                                                                      | U.S. Route 23 Ohio State Route 852 Ohio                                        | 1988      | Portsmouth - Comté de Greenup 38° 43′ 37,6″ N, 83° 01′ 02,9″ O                              | Ohio Kentucky             |                   |
| Royal Gorge Bridge                                               | 89  | Royal Gorge Bridge                           | 268      | 366   | Suspendu Tablier poutres acier, platelage bois, pylônes acier                                 | Co Rd 3a Arkansas                                                              | 1929      | Cañon City 38° 27′ 40,9″ N, 105° 19′ 31,3″ O                                                | Colorado                  |                   |
| U.S. Grant Bridge                                                | 90  | Pont U.S. Grant                              | 267      | 657   | Haubané Tablier poutres acier, pylônes béton 2 voies                                          | U.S. Route 23 Ohio                                                             | 2006      | Portsmouth - South Shore 38° 43′ 38,3″ N, 82° 59′ 51″ O                                     | Ohio Kentucky             |                   |
| Blue Water Bridge                                                | 91  | Blue Water Bridge                            | 265      | 1883  | Cantilever Acier 3 voies                                                                      | Interstate 69 Interstate 94 Rivière Sainte-Claire                              | 1938      | Port Huron - Point Edward 42° 59′ 56″ N, 82° 25′ 24,8″ O                                    | Michigan Canada           | [ 37 ]            |
| Vicksburg Bridge                                                 | 92  | Pont de Vicksburg                            | 265      | 3954  | Cantilever Acier 2x2 voies                                                                    | Interstate 20 U.S. Route 80 Mississippi                                        | 1973      | Vicksburg - Delta 32° 18′ 48,7″ N, 90° 54′ 19,3″ O                                          | Mississippi Louisiane     |                   |
| Auburn-Foresthill Bridge                                         | 93  | Pont de Foresthill                           | 263      |       | Cantilever Acier                                                                              | Foresthill Road American River                                                 | 1973      | Auburn - Foresthill 38° 55′ 20,8″ N, 121° 02′ 19,3″ O                                       | Californie                | [ 40 ]            |
| Taylor-Southgate Bridge                                          | 94  | Pont Taylor-Southgate                        | 259      |       | Treillis Acier 2x2 voies                                                                      | U.S. Route 27 Ohio                                                             | 1995      | Cincinnati - Newport 39° 05′ 45,4″ N, 84° 30′ 03,9″ O                                       | Ohio Kentucky             |                   |
| Huey P. Long Bridge                                              | 95  | Pont Huey P. Long                            | 258 (x2) | 7000  | Cantilever Acier 2x2 voies 1 ligne ferroviaire                                                | U.S. Route 190 Kansas City Southern Railway Mississippi                        | 1940      | Baton Rouge 30° 30′ 24,9″ N, 91° 11′ 53″ O                                                  | Louisiane                 |                   |
| Julien Dubuque Bridge                                            | 96  | Pont Julien Dubuque                          | 258      | 1756  | Arc Acier, tablier suspendu 2 voies                                                           | U.S. Route 20 Mississippi                                                      | 1943      | Dubuque - East Dubuque 42° 29′ 29,7″ N, 90° 39′ 22,6″ O                                     | Iowa Illinois             | [ 41 ]            |
| Natchez-Vidalia Bridge                                           | 97  | Pont Natchez-Vidalia                         | 258 (x3) |       | Cantilever Acier 2 ouvrages jumelés 2x2 voies                                                 | U.S. Route 65, 84 et 425 Mississippi                                           | 1940 1988 | Natchez - Vidalia 31° 33′ 34,9″ N, 91° 25′ 13,3″ O                                          | Mississippi Louisiane     |                   |
| Henry Hudson Bridge                                              | 98  | Henry Hudson Bridge                          | 256      | 673   | Arc Acier, tablier porté à 2 niveaux 7 voies (3+4)                                            | New York State Route 9A Henry Hudson Parkway Spuyten Duyvil Creek              | 1936      | New York 40° 52′ 40,2″ N, 73° 55′ 20″ O                                                     | New York                  |                   |
| Benjamin G. Humphreys Bridge                                     | 99  | Pont Benjamin G. Humphreys                   | 256      | 3035  | Cantilever Acier 2 voies                                                                      | Mississippi                                                                    | 1940      | Greenville - Lake Village 33° 17′ 35,5″ N, 91° 09′ 35,7″ O                                  | Mississippi Arkansas      |                   |
| Helena Bridge                                                    | 100 | Pont Helena                                  | 256      | 1586  | Cantilever Acier 2 voies                                                                      | U.S. Route 49 Mississippi                                                      | 1961      | Helena-West Helena - Lula 34° 29′ 48″ N, 90° 35′ 15,4″ O                                    | Arkansas Mississippi      | [ B 6 ]           |
| Charles M. Braga Jr. Memorial Bridge                             | 101 | Pont de Braga                                | 256      | 1761  | Treillis Acier 2x3 voies                                                                      | Interstate 195 Taunton River                                                   | 1966      | Somerset - Fall River 41° 42′ 22,7″ N, 71° 09′ 54,4″ O                                      | Massachusetts             | [ 42 ]            |
| Brent Spence Bridge                                              | 102 | Pont Brent Spence                            | 253      |       | Cantilever Acier, tablier à 2 niveaux 2x4 voies                                               | Interstate 71 Interstate 75 Ohio                                               | 1963      | Covington - Cincinnati 39° 05′ 26″ N, 84° 31′ 21,7″ O                                       | Kentucky Ohio             |                   |
| Old Vicksburg Bridge                                             | 103 | Vieux pont de Vicksburg                      | 251      | 2605  | Cantilever Acier 1 ligne ferroviaire                                                          | Kansas City Southern Railway Mississippi                                       | 1930      | Vicksburg - Delta 32° 18′ 51,4″ N, 90° 54′ 17,2″ O                                          | Mississippi Louisiane     |                   |
| Earle C. Clements (Shawneetown) Bridge                           | 104 | Pont Earle C. Clements                       | 251 (x2) | 975   | Treillis Acier 2 voies                                                                        | Kentucky Route 56 Illinois Route 13 Ohio                                       | 1955      | Old Shawneetown - Comté d'Union 37° 41′ 27″ N, 88° 07′ 53,1″ O                              | Illinois Kentucky         | [ B 7 ]           |
| Sunshine Bridge                                                  | 105 | Sunshine Bridge                              | 251      | 2510  | Cantilever Acier 2x2 voies                                                                    | Louisiana Highway 70 Mississippi                                               | 1964      | Donaldsonville - Sorrento 30° 05′ 53,1″ N, 90° 54′ 39,6″ O                                  | Louisiane                 |                   |
| Bob Cummings Lincoln Trail Bridge                                | 106 | Bob Cummings Lincoln Trail Bridge            | 251      | 826   | Arc Acier, tablier suspendu 2 voies                                                           | Indiana State Road 237 Kentucky Route 69 Ohio                                  | 1966      | Cannelton - Hawesville 37° 54′ 13,6″ N, 86° 44′ 36,4″ O                                     | Indiana Kentucky          | [ B 8 ]           |
| George Rogers Clark Memorial Bridge                              | 107 | George Rogers Clark Memorial Bridge          | 250 (x2) | 1751  | Cantilever Acier 2x2 voies                                                                    | U.S. Route 31 Ohio                                                             | 1929      | Louisville - Jeffersonville 38° 15′ 47″ N, 85° 45′ 06,2″ O                                  | Kentucky Indiana          | [ B 9 ]           |
| Cairo I-57 Bridge                                                | 108 | Cairo I-57 Bridge                            | 250      |       | Treillis Acier 2x2 voies                                                                      | Interstate 57 Mississippi                                                      | 1978      | Cairo - Charleston 37° 01′ 23″ N, 89° 12′ 42,8″ O                                           | Illinois Missouri         |                   |
| Veterans Memorial Bridge                                         | 109 | Veterans Memorial Bridge                     | 250      | 598   | Haubané Monopylône, tablier mixte acier/béton, pylône béton 2x3 voies                         | U.S. Route 22 Ohio                                                             | 1990      | Weirton - Steubenville 40° 22′ 38,9″ N, 80° 36′ 38,7″ O                                     | Virginie-Occidentale Ohio |                   |
| Mathews Bridge                                                   | 110 | Pont Mathews                                 | 247      | 2248  | Cantilever Acier 2x2 voies                                                                    | Alternate US 90 Saint Johns                                                    | 1953      | Jacksonville 30° 19′ 37,9″ N, 81° 37′ 27,6″ O                                               | Floride                   |                   |
| Governor Harry W. Nice Memorial Bridge                           | 111 | Governor Harry W. Nice Memorial Bridge       | 244      | 3490  | Treillis Acier 2 voies                                                                        | U.S. Route 301 Potomac                                                         | 1940      | Newburg (Maryland) / Dahlgren (Virginie) 38° 21′ 44,7″ N, 76° 59′ 27,1″ O                   | Maryland Virginie         | [ 43 ]            |
| Kingston-Rhinecliff Bridge                                       | 112 | Pont Kingston-Rhinecliff                     | 244 (x2) | 2375  | Treillis Acier 2 voies                                                                        | New York State Route 199 Hudson                                                | 1957      | Kingston - Rhinebeck 41° 58′ 39,8″ N, 73° 56′ 45,7″ O                                       | New York                  |                   |
| Sherman Minton Bridge                                            | 113 | Pont Sherman Minton                          | 244      | 626   | Arc Acier, tablier suspendu à 2 niveaux 2x3 voies                                             | Interstate 64 U.S. Route 150 Ohio                                              | 1962      | Louisville - New Albany 38° 16′ 42,8″ N, 85° 49′ 19,6″ O                                    | kentucky Indiana          | [ B 10 ]          |
| General W.K. Wilson Jr. Bridge                                   | 114 | Pont du General W.K. Wilson Jr.              | 244      | 9800  | Arc Acier, tablier suspendu Pont bow-string 2 ouvrages jumelés 2x2 voies                      | Interstate 65 Mobile - Tensaw                                                  | 1980      | Comté de Mobile - Comté de Baldwin 30° 54′ 49,6″ N, 87° 57′ 50,3″ O                         | Alabama                   |                   |
| Don N. Holt Bridge                                               | 115 | Pont Don N. Holt                             | 244      |       | Treillis Acier 2x3 voies                                                                      | Interstate 526 Cooper River                                                    | 1992      | Charleston - North Charleston 32° 53′ 28,6″ N, 79° 57′ 51,2″ O                              | Caroline du Sud           |                   |
| Conde McCullough Memorial Bridge                                 | 116 | Pont Conde McCullough                        | 242      | 1617  | Cantilever Acier 2 voies                                                                      | U.S. Route 101 Coos Bay                                                        | 1936      | North Bend 43° 25′ 35,2″ N, 124° 13′ 20,1″ O                                                | Oregon                    |                   |
| Frisco Bridge                                                    | 117 | Pont Frisco                                  | 241      | 1490  | Cantilever Acier 1 ligne ferroviaire                                                          | Burlington Northern and Santa Fe Railway Mississippi                           | 1892      | Memphis - West Memphis 35° 07′ 38,7″ N, 90° 04′ 28,8″ O                                     | Tennessee Arkansas        |                   |
| Harahan Bridge                                                   | 118 | Pont Harahan                                 | 241      | 1516  | Cantilever Acier 2 lignes ferroviaires                                                        | Mississippi                                                                    | 1916      | Memphis - West Memphis 35° 07′ 40,2″ N, 90° 04′ 27,2″ O                                     | Tennessee Arkansas        |                   |
|                                                                  | 119 | Pont Memphis-Arkansas                        | 241      | 1591  | Cantilever Acier 2x2 voies                                                                    | Interstate 55 U.S. Route 61, 64, 70 et 79 Mississippi                          | 1949      | Memphis - West Memphis 35° 07′ 37,4″ N, 90° 04′ 30,7″ O                                     | Tennessee Arkansas        |                   |
|                                                                  | 120 | Pont de Glade Creek                          | 239      | 664   | Treillis Acier 2x2 voies                                                                      | Interstate 64 Glade Creek                                                      | 1988      | Beckley 37° 46′ 06,7″ N, 81° 02′ 25,1″ O                                                    | Virginie-Occidentale      |                   |
| West End Bridge                                                  | 121 | Pont West End                                | 238      | 603   | Arc Acier, tablier suspendu Pont bow-string 2x2 voies                                         | Ohio                                                                           | 1932      | Pittsburgh 40° 26′ 48″ N, 80° 01′ 36,9″ O                                                   | Pennsylvanie              |                   |
|                                                                  | 122 | Pont Rochester-Monaca                        | 238      |       | Treillis Acier 2 voies                                                                        | PA 18 Ohio                                                                     | 1987      | Rochester - Monaca (Pennsylvanie) 40° 41′ 45,8″ N, 80° 16′ 55,7″ O                          | Pennsylvanie              |                   |
| Cochrane–Africatown USA Bridge                                   | 123 | Pont Cochrane-Africatown USA                 | 238      | 2222  | Haubané Tablier caisson béton, pylônes béton 2x2 voies                                        | U.S. Route 90 U.S. Route 98 Mobile                                             | 1991      | Mobile 30° 44′ 00,3″ N, 88° 02′ 33,7″ O                                                     | Alabama                   |                   |
| Sciotoville Bridge                                               | 124 | Pont de Sciotoville                          | 236      |       | Treillis Acier 2 lignes ferroviaires                                                          | CSX Transportation Ohio                                                        | 1917      | Sciotoville - Limeville                                                                     | Ohio Kentucky             |                   |
| Daniel Carter Beard Bridge, "Big Mac" Bridge                     | 125 | Pont Daniel Carter Beard                     | 231      | 640   | Arc Acier, tablier suspendu Pont bow-string 2 ouvrages jumelés 2x4 voies                      | Interstate 471 Ohio                                                            | 1977      | Cincinnati - Newport 39° 06′ 02,9″ N, 84° 29′ 42,6″ O                                       | Ohio Kentucky             | [ B 11 ]          |
| Piscataqua River Bridge                                          | 126 | Pont de Piscataqua                           | 230      | 1372  | Arc Acier, tablier intermédiaire 2x3 voies                                                    | Interstate 95 Piscataqua River                                                 | 1973      | Portsmouth - Kittery 43° 05′ 33,8″ N, 70° 45′ 58,8″ O                                       | New Hampshire Maine       | [ 44 ]            |
| Rockpile Road Bridge                                             | 127 | Pont de Rockpile                             | 230      | 542   | Treillis Acier 2 voies                                                                        | Rockpile Road Lac Sonoma                                                       | 1978      | Healdsburg (California) 38° 42′ 53,2″ N, 123° 00′ 54,2″ O                                   | Californie                |                   |
| Clark Bridge                                                     | 128 | Pont Clark                                   | 230      | 1408  | Haubané Tablier mixte acier/béton, pylônes béton 2x2 voies                                    | U.S. Route 67 Mississippi                                                      | 1994      | Alton - West Alton 38° 52′ 57,9″ N, 90° 10′ 39,2″ O                                         | Illinois Missouri         | [ 45 ]            |
| McKees Rocks Bridge                                              | 129 | Pont de McKees Rocks                         | 229      | 2225  | Arc Acier, tablier intermédiaire 3 voies                                                      | State Road 3104 Ohio                                                           | 1931      | Pittsburgh 40° 28′ 37,5″ N, 80° 02′ 53,5″ O                                                 | Pennsylvanie              |                   |
| AMVETS Memorial Bridge                                           | 130 | AMVETS Memorial Bridge                       | 229      | 293   | Arc Acier, tablier intermédiaire 3 voies                                                      | Taconic State Parkway New Croton reservoir                                     | 1931      | Yorktown Heights 41° 14′ 15,7″ N, 73° 48′ 46,2″ O                                           | New York                  | [ B 12 ]          |
| Glover Cary Bridge                                               | 131 | Pont Glover Cary                             | 229      | 1409  | Treillis Acier 2 voies                                                                        | Indiana State Road 161 Kentucky State Route 2262 Ohio                          | 1940      | Owensboro - Spencer 37° 46′ 38,9″ N, 87° 06′ 32″ O                                          | Kentucky Indiana          | [ B 13 ]          |
| Fort Pitt Bridge                                                 | 132 | Pont de Fort Pitt                            | 229      | 368   | Arc Acier, tablier suspendu à 2 niveaux Pont bow-string 8 voies (4+4)                         | Interstate 376 Monongahela                                                     | 1959      | Pittsburgh 40° 26′ 20″ N, 80° 00′ 40,7″ O                                                   | Pennsylvanie              |                   |
| Pont San Mateo-Hayward                                           | 133 | Pont San Mateo-Hayward                       | 229      | 11265 | Poutre-caisson Acier 2x3 voies                                                                | State Route 92 Baie de San Francisco                                           | 1967      | San Mateo - Hayward 37° 35′ 01,5″ N, 122° 15′ 05,7″ O                                       | Californie                | [ 46 ]            |
| Sewickley Bridge                                                 | 134 | Pont de Sewickley                            | 229      |       | Treillis Acier 2 voies                                                                        | State Route 4025 Ohio                                                          | 1981      | Sewickley 40° 31′ 59,6″ N, 80° 11′ 15,7″ O                                                  | Pennsylvanie              |                   |
| Pont du canal de Houston                                         | 135 | Pont du canal de Houston                     | 229      | 3200  | Poutre-caisson Béton précontraint 2x2 voies                                                   | Texas State Highway Beltway 8 Canal de Houston                                 | 1982      | Houston 29° 44′ 08,7″ N, 95° 08′ 45,4″ O                                                    | Texas                     |                   |
| Chesapeake & Delaware Canal Bridge                               | 136 | Pont du Canal Chesapeake et Delaware         | 229      | 1417  | Haubané Tablier caisson béton, pylônes béton, suspension axiale 2x3 voies                     | Delaware Route 1 Canal Chesapeake et Delaware                                  | 1995      | Bear 39° 32′ 59,8″ N, 75° 39′ 23,5″ O                                                       | Delaware                  |                   |
| Zakim Bunker Hill Bridge                                         | 137 | Pont Zakim Bunker Hill                       | 227      |       | Haubané Tablier mixte acier/béton, pylônes béton 10 voies (4+6)                               | Interstate 93 - U.S. Route 1 Rivière Charles                                   | 2003      | Boston 42° 22′ 07,2″ N, 71° 03′ 47,4″ O                                                     | Massachusetts             |                   |
| I-74 Bridge                                                      | 138 | Pont de l'Interstate 74                      | 225      | 1569  | Suspendu Tablier treillis acier, pylônes acier 2 ouvrages jumelés                             | Interstate 74 U.S. Route 6 Mississippi                                         | 1935 1959 | Bettendorf - Moline 41° 31′ 10,8″ N, 90° 30′ 47,2″ O                                        | Iowa Illinois             | [ 47 ]            |
| Irvin S. Cobb Bridge                                             | 139 | Pont Irvin S. Cobb                           | 223      | 1695  | Arc Acier, tablier suspendu Pont bow-string 2x2 voies                                         | Interstate 24 Ohio                                                             | 1973      | Paducah - Metropolis 37° 07′ 46,6″ N, 88° 41′ 19,2″ O                                       | Kentucky Illinois         |                   |
| Pont Betsy Ross                                                  | 140 | Pont Betsy Ross                              | 222      | 2586  | Treillis Acier 2x3 voies                                                                      | New Jersey Route 90 Delaware                                                   | 1976      | Philadelphie - Pennsauken 39° 59′ 06,1″ N, 75° 03′ 59,8″ O                                  | Pennsylvanie New Jersey   |                   |
| Matthew E. Welsh Bridge                                          | 141 | Pont Matthew E. Welsh                        | 221 (x2) | 944   | Treillis Acier 2 voies                                                                        | Kentucky Route 79 Indiana State Road 135 Ohio                                  | 1966      | Brandenburg - Mauckport 38° 01′ 01″ N, 86° 11′ 50,1″ O                                      | Kentucky Indiana          | [ B 14 ]          |
| Pont de l'île Neville                                            | 142 | Pont de l'île Neville                        | 221      | 1385  | Arc Acier, tablier suspendu Pont bow-string 2x3 voies                                         | Interstate 79 Ohio                                                             | 1976      | Coraopolis 40° 30′ 56″ N, 80° 08′ 02,1″ O                                                   | Pennsylvanie              | [ B 15 ]          |
| New Navajo Bridge                                                | 143 | New Navajo Bridge                            | 221      | 277   | Arc Acier, tablier porté 2 voies                                                              | U.S. Route 89A Colorado                                                        | 1994      | Page 36° 49′ 02,9″ N, 111° 37′ 52,9″ O                                                      | Arizona                   |                   |
| Bridge of the Gods                                               | 144 | Bridge of the Gods                           | 215      | 565   | Cantilever Acier 2 voies                                                                      | Columbia                                                                       | 1926      | Stevenson - Cascade Locks 45° 39′ 44,7″ N, 121° 54′ 03″ O                                   | Washington Oregon         |                   |
| South Tenth Street Bridge                                        | 145 | Pont de South Tenth Street                   | 215      | 388   | Suspendu Tablier poutres acier, pylônes acier 2x2 voies                                       | South Tenth Street Monongahela                                                 | 1931      | Pittsburgh 40° 25′ 57″ N, 79° 59′ 20,9″ O                                                   | Pennsylvanie              |                   |
| Cold Spring Canyon Arch Bridge                                   | 146 | Pont de Cold Spring Canyon                   | 213      | 371   | Arc Acier, tablier porté 2 voies                                                              | California State Route 154 Cold Spring Canyon                                  | 1963      | Santa Barbara 34° 31′ 33,5″ N, 119° 50′ 04,2″ O                                             | Californie                | [ B 16 ]          |
| Girard Point Bridge                                              | 147 | Pont Girard Point                            | 213      | 1500  | Cantilever Acier, 2 niveaux 2x3 voies                                                         | Interstate 95 Schuylkill                                                       | 1973      | Philadelphie 39° 53′ 34,3″ N, 75° 11′ 50,3″ O                                               | Pennsylvanie              |                   |
| Burro Creek 2005 Bridge                                          | 148 | Pont de Burro Creek (2005)                   | 213      | 300   | Arc Acier, tablier porté 2 voies                                                              | U.S. Route 93 Burro Creek                                                      | 2005      | Wikieup 34° 32′ 43,8″ N, 113° 26′ 36,9″ O                                                   | Arizona                   | [ 48 ]            |
| Rainbow Bridge (Texas)                                           | 149 | Rainbow Bridge                               | 210      | 2363  | Cantilever Acier 2 voies                                                                      | Texas State Highway 73 et 87 Neches                                            | 1938      | Port Arthur - Bridge City 29° 58′ 49,4″ N, 93° 52′ 18,7″ O                                  | Texas                     |                   |
| Galena Creek Bridge                                              | 150 | Pont de Galena Creek                         | 210      | 526   | Arc Béton, tablier porté 2x3 voies                                                            | U.S. Route 395 Galena Creek                                                    | 2012      | Reno 39° 20′ 55,9″ N, 119° 47′ 28,5″ O                                                      | Nevada                    | [ D 8 ]           |
| Delaware River-Turnpike Toll Bridge                              | 151 | Delaware River-Turnpike Toll Bridge          | 208      | 2003  | Arc Acier, tablier intermédiaire 2x2 voies                                                    | Interstate 95 Pennsylvania Turnpike Delaware                                   | 1956      | Bristol - Burlington 40° 07′ 01,6″ N, 74° 49′ 50,4″ O                                       | Pennsylvanie New Jersey   |                   |
| Burro Creek 1966 Bridge                                          | 152 | Pont de Burro Creek (1966)                   | 207      | 292   | Arc Acier, tablier porté 2 voies                                                              | U.S. Route 93 Burro Creek                                                      | 1966      | Wikieup 34° 32′ 42,8″ N, 113° 26′ 36,9″ O                                                   | Arizona                   |                   |
| MacArthur Bridge (St. Louis)                                     | 153 | Pont MacArthur (St. Louis)                   | 206      | 5566  | Treillis Acier 2 lignes ferroviaires                                                          | Union Pacific - BNSF – Amtrak Mississippi                                      | 1917      | Saint-Louis - East Saint Louis 38° 36′ 53,2″ N, 90° 11′ 02,2″ O                             | Missouri Illinois         |                   |
| Pomeroy–Mason Bridge                                             | 154 | Pont de Pomeroy–Mason                        | 206      | 564   | Haubané Tablier dalle béton, pylônes béton 2x2 voies                                          | Ohio State Route 833 Ohio                                                      | 2008      | Pomeroy - Mason 39° 00′ 47,7″ N, 82° 02′ 30,9″ O                                            | Ohio Virginie-Occidentale |                   |
| Dubuque-Wisconsin Bridge                                         | 155 | Pont Dubuque-Wisconsin                       | 204      | 899   | Arc Acier, tablier suspendu Pont bow-string 2x2 voies                                         | U.S. Route 61 et 151 Mississippi                                               | 1982      | Dubuque - Grant 42° 30′ 55,9″ N, 90° 38′ 08,2″ O                                            | Iowa Wisconsin            |                   |
| Martin Luther King Bridge (Port Arthur, Texas)                   | 156 | Pont Martin Luther King (Port Arthur)        | 202      | 1534  | Cantilever Acier 2 voies                                                                      | Texas State Highway 82 Gulf Intracoastal Waterway                              | 1970      | Port Arthur 29° 51′ 12″ N, 93° 56′ 40,7″ O                                                  | Texas                     |                   |
| Arrigoni Bridge                                                  | 157 | Pont Arrigoni                                | 201 (x2) | 1045  | Arc Acier, tablier intermédiaire 3 voies                                                      | Connecticut Route 17 et 66 Connecticut                                         | 1938      | Middletown - Portland 41° 34′ 09,3″ N, 72° 38′ 54,1″ O                                      | Connecticut               |                   |
| San Diego-Coronado Bridge                                        | 158 | San Diego-Coronado Bridge                    | 201 (x2) | 3407  | Poutres Acier 5 voies (2+3)                                                                   | California State Route 75 Baie de San Diego                                    | 1969      | San Diego - Coronado 32° 41′ 28,1″ N, 117° 09′ 06,4″ O                                      | Californie                |                   |
| Great River Bridge                                               | 159 | Great River Bridge                           | 201      | 853   | Haubané Monopylône, tablier mixte acier/béton, pylône béton 2x2 voies                         | U.S. Route 34 Mississippi                                                      | 1993      | Burlington 40° 48′ 43,9″ N, 91° 05′ 47,6″ O                                                 | Iowa Illinois             |                   |
| Benicia-Martinez Bridge                                          | 160 | Benicia-Martinez Bridge                      | 201      | 2700  | Poutre-caisson Béton précontraint 5 voies                                                     | Interstate 680 Carquinez Strait                                                | 2007      | Martinez - Benicia 38° 02′ 22,3″ N, 122° 07′ 07,7″ O                                        | Californie                | [ 49 ]            |
| Lake Pontchartrain Causeway                                      | 161 | Chaussée du lac Pontchartrain                | 46       | 38422 | Poutres Béton précontraint 2 ouvrages jumelés 2x2 voies                                       | Causeway Boulevard Lac Pontchartrain                                           | 1956      | La Nouvelle-Orléans - Mandeville 30° 11′ 59,1″ N, 90° 07′ 21,7″ O                           | Louisiane                 |                   |
| Pont du marais de Manchac                                        | 162 | Pont du marais de Manchac                    |          | 36710 | Poutres Béton précontraint 2 ouvrages jumelés 2x2 voies                                       | Interstate 55 Manchac Swamp                                                    | 1970      | Ponchatoula - LaPlace 30° 17′ 09,8″ N, 90° 24′ 06,7″ O                                      | Louisiane                 |                   |
| Pont Atchafalaya Basin                                           | 163 | Pont Atchafalaya Basin                       |          | 29290 | Poutres Béton précontraint 2 ouvrages jumelés 2x2 voies                                       | Interstate 10 Atchafalaya Basin                                                | 1973      | Baton Rouge - Lafayette 30° 19′ 56,9″ N, 91° 45′ 32,7″ O                                    | Louisiane                 |                   |
| Pont-tunnel de Chesapeake Bay                                    | 164 | Pont-tunnel de Chesapeake Bay                |          | 28318 | Poutres Béton précontraint 2 ouvrages jumelés 2x2 voies                                       | U.S. Route 13 Baie de Chesapeake                                               | 1964      | Virginia Beach - Cape Charles 37° 01′ 47,1″ N, 76° 05′ 10,3″ O                              | Virginie                  | [ Note 5 ] [ 50 ] |
| Bonnet Carré Spillway I-10 Bridge                                | 165 | Bonnet Carré Spillway I-10 Bridge            |          | 17702 | Poutres Béton précontraint 2 ouvrages jumelés 2x2 voies                                       | Interstate 10 Bonnet Carré Spillway Lac Pontchartrain                          |           | Metairie - LaPlace 30° 04′ 04,4″ N, 90° 23′ 23,9″ O                                         | Louisiane                 |                   |
| Jubilee Parkway                                                  | 166 | Jubilee Parkway                              |          | 12875 | Poutres Béton précontraint 2 ouvrages jumelés 2x2 voies                                       | Interstate 10 Baie de Mobile                                                   | 1978      | Mobile - Spanish Fort 30° 39′ 54,7″ N, 87° 57′ 50″ O                                        | Alabama                   |                   |
| Seven Mile Bridge                                                | 167 | Seven Mile Bridge                            | 41       | 10887 | Poutre-caisson Béton précontraint 2 voies                                                     | U.S. Route 1 Détroit de Moser                                                  | 1982      | Knight's Key - Little Duck Key 24° 41′ 56,6″ N, 81° 10′ 09,2″ O                             | Floride                   |                   |
| Twin Span Bridge                                                 | 168 | Twin Span Bridge                             |          | 8689  | Poutres Béton précontraint 2 ouvrages jumelés 2x3 voies                                       | Interstate 10 Lac Pontchartrain                                                | 1965      | La Nouvelle-Orléans - Slidell 30° 11′ 49,3″ N, 89° 48′ 29,8″ O                              | Louisiane                 |                   |
| Virginia Dare Memorial Bridge                                    | 169 | Virginia Dare Memorial Bridge                |          | 8369  | Poutres Béton précontraint 2x2 voies                                                          | U.S. Route 64 Croatan Sound                                                    | 2002      | Manteo 35° 53′ 07,7″ N, 75° 43′ 03,3″ O                                                     | Caroline du Nord          |                   |
|                                                                  | 170 | Maestri Bridge                               | 11       | 7693  | Poutres Béton précontraint 2 voies                                                            | U.S. Route 11 Lac Pontchartrain                                                | 1928      | La Nouvelle-Orléans - Slidell 30° 12′ 14,1″ N, 89° 50′ 05,7″ O                              | Louisiane                 |                   |
| James River Bridge                                               | 171 | James River Bridge                           | 126      | 7425  | Treillis Acier Pont levant 2x2 voies                                                          | U.S. Route 17 et 258 State Route 32 James River                                | 1983      | Newport News - Carrollton 37° 00′ 10,1″ N, 76° 28′ 07,6″ O                                  | Virginie                  |                   |
| St. George Island Bridge                                         | 172 | Pont de l'île Saint Georges                  |          | 6400  | Poutres Béton précontraint 2 ouvrages jumelés 2 voies                                         | State Road 300 Apalachicola Bay                                                | 2004      | Apalachicola - Île Saint Georges 29° 41′ 01,8″ N, 84° 52′ 49,2″ O                           | Floride                   |                   |
|                                                                  | 173 | Pont de Mid-Bay                              | 68       | 5800  | Poutre-caisson Béton précontraint 2 voies                                                     | Florida State Road 293 Choctawhatchee Bay                                      | 1993      | Niceville - Destin 30° 25′ 59″ N, 86° 25′ 04,8″ O                                           | Floride                   |                   |
| Pulaski Skyway                                                   | 174 | Pulaski Skyway                               | 168      | 5636  | Cantilever Acier 2x2 voies                                                                    | U.S. Route 1/9 Passaic - Hackensack                                            | 1932      | Newark - Jersey City 40° 44′ 06,5″ N, 74° 05′ 39,6″ O                                       | New Jersey                |                   |
| Pont de l’Albemarle Sound                                        | 175 | Pont de l’Albemarle Sound                    |          | 5627  | Poutre-caisson Béton précontraint 2 voies                                                     | Baie d'Albemarle                                                               | 1990      | Edenton - Plymouth 35° 59′ 12,1″ N, 76° 30′ 09,7″ O                                         | Caroline du Nord          | [ 51 ]            |
| Pont Buckman                                                     | 176 | Pont Buckman                                 | 76       | 4968  | Poutres Acier 2 ouvrages jumelés 2x4 voies                                                    | Interstate 295 Saint Johns                                                     | 1970      | Jacksonville 30° 11′ 23,8″ N, 81° 40′ 02,5″ O                                               | Floride                   |                   |
| Howard Frankland Bridge                                          | 177 | Howard Frankland Bridge                      |          | 4846  | Poutres Béton précontraint 2 ouvrages jumelés 2x4 voies                                       | Interstate 275 Baie de Tampa                                                   | 1991      | Tampa - St. Petersburg 27° 55′ 41,2″ N, 82° 35′ 12,8″ O                                     | Floride                   |                   |
|                                                                  | 178 | Lindsay C. Warren Bridge                     |          | 4550  | Poutres Acier Pont tournant 2 voies                                                           | U.S. Route 64 Alligator River                                                  | 1960      | Columbia 35° 54′ 02,3″ N, 76° 00′ 31″ O                                                     | Caroline du Nord          | [ 52 ]            |
| Gandy Bridge                                                     | 179 | Gandy Bridge                                 |          | 4529  | Poutres Béton précontraint 2 ouvrages jumelés 2x2 voies                                       | U.S. Route 92 Baie de Tampa                                                    | 1975      | Tampa - St. Petersburg 27° 53′ 16,3″ N, 82° 33′ 05,9″ O                                     | Floride                   |                   |
| Bayside Bridge                                                   | 180 | Bayside Bridge                               |          | 4270  | Poutres Béton précontraint 2 ouvrages jumelés 2x3 voies                                       | County Road 611 Baie de Tampa                                                  | 1993      | Clearwater - Largo 27° 56′ 41,8″ N, 82° 42′ 17,8″ O                                         | Floride                   |                   |
| Escambia Bay Bridge                                              | 181 | Escambia Bay Bridge                          |          | 4224  | Poutres Béton précontraint 2 ouvrages jumelés 2x3 voies                                       | Interstate 10 Baie d'Escambia                                                  | 1968      | Pensacola 30° 30′ 57,8″ N, 87° 08′ 53,1″ O                                                  | Floride                   |                   |
| Herbert C. Bonner Bridge                                         | 182 | Herbert C. Bonner Bridge                     |          | 3921  | Poutres Acier 2 voies                                                                         | North Carolina Highway 12 Oregon Inlet                                         | 1963      | Nags Head - Île Hatteras 35° 46′ 20,9″ N, 75° 32′ 14,4″ O                                   | Caroline du Nord          |                   |
| Evergreen Point Floating Bridge                                  | 183 | Evergreen Point Floating Bridge              |          | 3845  | Pont flottant 2x2 voies                                                                       | State Route 520 Lac Washington                                                 | 1963      | Seattle – Medina 47° 38′ 25,2″ N, 122° 15′ 33,2″ O                                          | Washington                | [ 53 ]            |
| Richard I. Bong Memorial Bridge                                  | 184 | Pont Richard I. Bong                         |          | 3600  | Arc Acier, tablier porté Pont bow-string 2x2 voies                                            | U.S. Route 2 Saint-Louis                                                       | 1985      | Duluth - Superior 46° 43′ 53,5″ N, 92° 08′ 36,1″ O                                          | Minnesota Wisconsin       |                   |
| Bay St. Louis Bridge                                             | 185 | Bay St. Louis Bridge                         |          | 3379  | Poutres Béton précontraint 2x2 voies                                                          | U.S. Route 90 Baie St. Louis                                                   |           | Bay St. Louis 30° 19′ 05,2″ N, 89° 18′ 14,5″ O                                              | Mississippi               |                   |
| Daniel Hoan Memorial Bridge                                      | 186 | Pont Daniel Hoan                             |          | 3058  | Arc Acier, tablier intermédiaire 2x3 voies                                                    | Interstate 794 Milwaukee River                                                 | 1977      | Milwaukee 43° 01′ 30,6″ N, 87° 53′ 55,7″ O                                                  | Wisconsin                 |                   |

## Grands ponts hors-service ou détruits
|                               |   | Nom                                                             | Portée    | Long. | Type                                                             | Voie portée Voie franchie                         | Date      | Localisation                                              | État                      | Ref.   |
| ----------------------------- | - | --------------------------------------------------------------- | --------- | ----- | ---------------------------------------------------------------- | ------------------------------------------------- | --------- | --------------------------------------------------------- | ------------------------- | ------ |
| Pont du détroit de Tacoma.    | 1 | Pont du détroit de Tacoma effondré en 1940                      | 854       | 1810  | Suspendu Tablier poutres acier, pylônes béton 2 voies            | Washington State Route 16 Puget Sound             | 1940      | Tacoma 47° 16′ 00″ N, 122° 33′ 00″ O                      | Washington                |        |
| Francis Scott Key Bridge      | 2 | Pont Francis-Scott-Key (Baltimore) effondré en 2024             | 366       | 2632  | Treillis Acier, tablier suspendu 2x2 voies                       | Interstate 695 Baltimore Beltway Patapsco         | 1977      | Baltimore 39° 13′ 01″ N, 76° 31′ 41,5″ O                  | Maryland                  | [ 54 ] |
| John P. Grace Memorial Bridge | 3 | Ponts John P. Grace Memorial et Silas N. Pearman démoli en 2006 | 320 + 232 |       | Cantilever Acier, travée centrale suspendue 2 ouvrages 2x2 voies | U.S. Route 17 Cooper River                        | 1929      | Charleston 32° 48′ 14″ N, 79° 54′ 49″ O                   | Caroline du Sud           |        |
| Sunshine Skyway Bridge        | 4 | Sunshine Skyway Bridge effondré en 1993                         | 263       |       | Cantilever Acier 2 ouvrages jumelés 2x2 voies                    | Interstate 275 U.S. Route 19 Baie de Tampa        | 1954 1969 | St. Petersburg - Terra Ceia 27° 37′ 08″ N, 82° 39′ 36″ O  | Floride                   | ,      |
|                               | 5 | Pont du Général U.S. Grant démoli en 2001                       | 213       | 772   | Suspendu Tablier treillis acier, pylônes acier                   | Ohio                                              | 1927      | Portsmouth - South Shore 38° 43′ 38,2″ N, 82° 59′ 50,4″ O | Ohio Kentucky             |        |
| Silver Bridge                 | 6 | Silver Bridge effondré en 1967                                  | 213       | 681   | Suspendu À chaînes, tablier treillis acier, pylônes acier        | Ohio                                              | 1928      | Point Pleasant – Gallipolis 38° 50′ 42″ N, 82° 08′ 28″ O  | Virginie-Occidentale Ohio |        |
| Chain of Rocks Bridge         | 7 | Chain of Rocks Bridge fermé en 1970                             | 213       | 1632  | Cantilever Acier 2 voies                                         | Pont piétonnier (ancien pont routier) Mississippi | 1936      | Saint-Louis 38° 45′ 38″ N, 90° 10′ 34,7″ O                | Missouri                  |        |
| Fort Steuben Bridge           | 8 | Pont de Fort Steuben démoli en 2012                             | 210       | 483   | Suspendu Tablier treillis acier, pylônes acier 2 voies           | Ohio                                              | 1928      | Weirton - Steubenville 40° 22′ 47,7″ N, 80° 36′ 47,7″ O   | Virginie-Occidentale Ohio |        |
|                               | 9 | Vieux pont de Pomeroy–Mason démoli en 2009                      | 200       | 563   | Cantilever Acier 2 voies                                         | Ohio State Route 833 Ohio                         | 1928      | Pomeroy - Mason 39° 00′ 49,1″ N, 82° 02′ 29,5″ O          | Ohio Virginie-Occidentale |        |

## Passerelles et ponts pipe-line
|                           |   | Nom                         | Portée | Long. | Type                                                                        | Voie portée Voie franchie                           | Date | Localisation                                           | État              | Ref. |
| ------------------------- | - | --------------------------- | ------ | ----- | --------------------------------------------------------------------------- | --------------------------------------------------- | ---- | ------------------------------------------------------ | ----------------- | ---- |
|                           | 1 | Grand Tower Pipeline Bridge | 659    |       | Suspendu Acier Pont pipe-line (gas naturel)                                 | Mississippi                                         | 1955 | Grand Tower - Brazeau 37° 38′ 31,6″ N, 89° 31′ 02,3″ O | Illinois Missouri |      |
| Tanana Pipeline Bridge    | 2 | Tanana Pipeline Bridge      | 363    | 363   | Suspendu Acier Pont pipe-line (pétrole)                                     | Oléoduc trans-Alaska Tanana                         | 1975 | Big Delta 64° 09′ 26,5″ N, 145° 50′ 56,1″ O            | Alaska            |      |
| Cameron Suspension Bridge | 3 | Pont suspendu de Cameron    | 201    | 210   | Suspendu Tablier treillis acier, pylônes acier Pont pipe-line (gas naturel) | (ancien pont routier) U.S. Route 89 Little Colorado | 1911 | Cameron 35° 52′ 37,8″ N, 111° 24′ 42,6″ O              | Arizona           |      |